# Ruda-Opalin

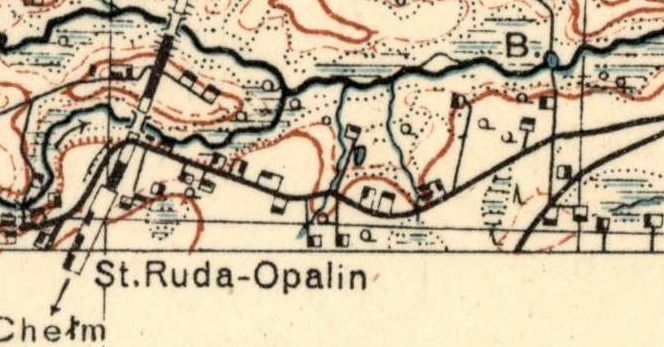
Ruda Opalin na mapie Wojskowego Instytutu Geograficznego z 1933 r.

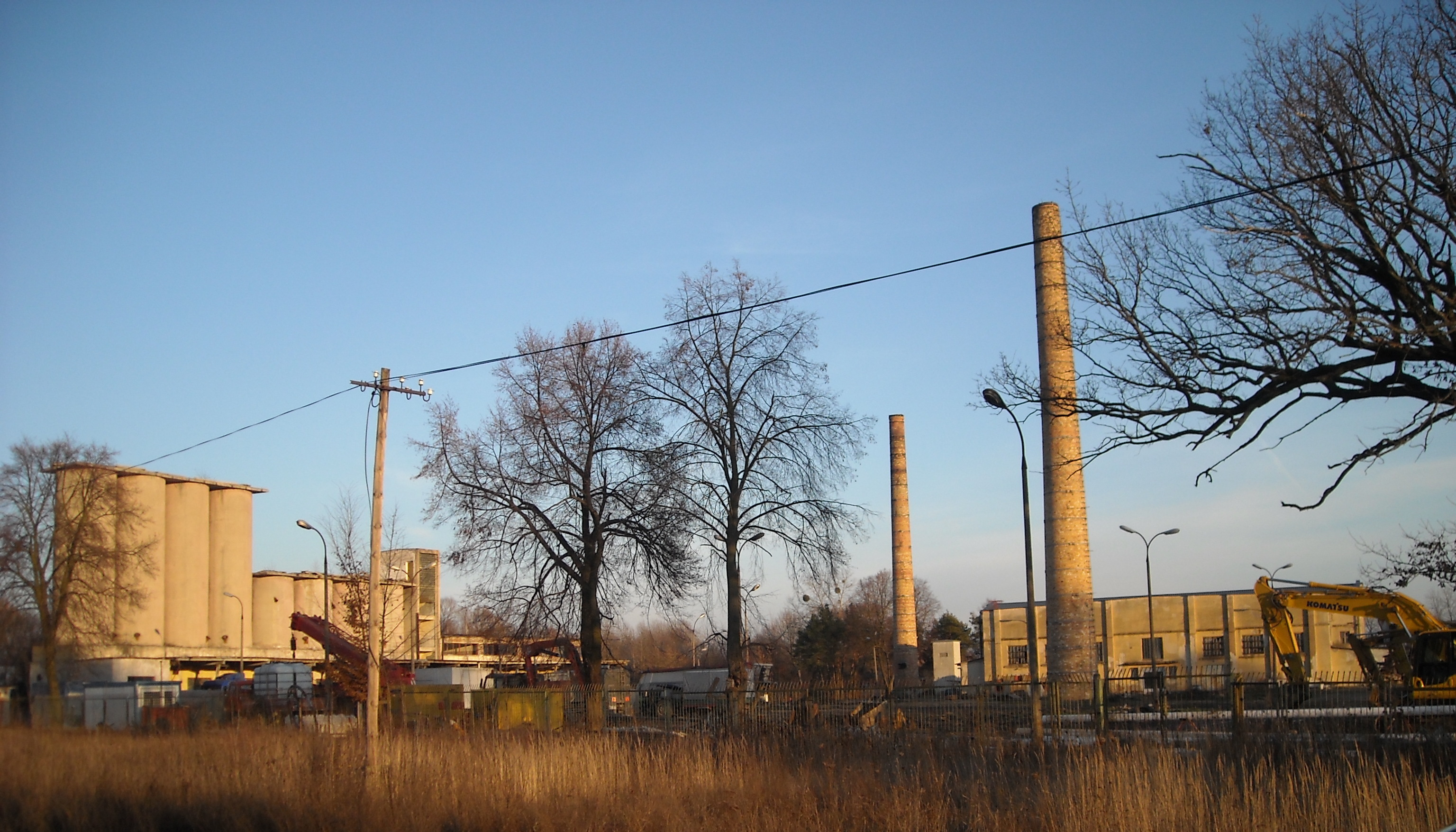
Pozostałości huty szkła w Rudzie Opalin

Ruda-Opalin – kolonia w Polsce położona w województwie lubelskim, w powiecie chełmskim, w gminie Ruda-Huta
(Do 1954 r. kolonia należała  do gminy Świerże). W latach 1975–1998 miejscowość administracyjnie należała do województwa chełmskiego. 
Wieś jest sołectwem w gminie Ruda-Huta. Według Narodowego Spisu Powszechnego (III 2011 r.) liczyła 301 mieszkańców i była trzecią co do wielkości miejscowością gminy.
Wierni Kościoła rzymskokatolickiego należą do parafii św. Stanisława i Niepokalanego Serca Najświętszej Maryi Panny w Rudzie-Hucie.

## Części kolonii
| SIMC    | Nazwa | Rodzaj     |
| ------- | ----- | ---------- |
| 0106425 | Huta  | przysiółek |

## Historia
Miejscowość wyodrębniona z dóbr Ruda. Obecna nazwa ustalona w 1921 r. Ok. 1864 r. na terenie wsi zaczęli osiedlać się koloniści niemieccy. Przez wieś przebiega linia kolejowa Chełm – Brześć. W 1887 r. w miejscowości powstał przystanek kolejowy, który po rozbudowie stał się stacją. W Rudzie-Opalinie krzyżują się lokalne szosy prowadzące do Rudy i dalej do Chełma, do Rudy-Huty i dalej do Dorohuska, do Rudki i dalej do Włodawy. W 1935 r. w pobliżu stacji kolejowej Ruda Opalin rozpoczęto budowę huty szkła, czynną do 1995 r. Obecnie zakład znajduje się w stanie zaawansowanej ruiny. 22 lutego 2014 r. najbardziej charakterystyczne obiekty zakładu (kominy i silosy) zostały wyburzone za pomocą materiałów wybuchowych. W 2000 r. miejscowość liczyła 331 mieszkańców.